# Steven MacLean (calciatore)
Steven MacLean (Edimburgo, 23 agosto 1982) è un ex calciatore scozzese, di ruolo attaccante.

## Caratteristiche tecniche
Centravanti, può giocare anche come ala destra o seconda punta.

## Carriera
Ha segnato più di 110 gol in carriera.

### Club
Nella stagione 2003-2004 realizza 25 gol in 52 partite con lo Scunthorpe United, tra campionato e coppe, mettendo a segno tre triplette contro Cheltenham (5-2), Huddersfield (6-2) e Cambridge United (4-0).
Nel gennaio 2008 il Plymouth lo acquista in cambio di 750000 €. Ha giocato una decina di partite d'Europa League, segnando un paio di reti, la prima in Bielorussia, il primo agosto 2013, contro l'FC Minsk (0-1). Il 12 settembre 2015 realizza la sua unica tripletta in SPL nell'incontro vinto 4-1 sull'Hamilton Academical.

## Palmarès

### Club

#### Competizioni nazionali
- Scottish League Cup: 1

Rangers: 2002-2003
- Coppa di Scozia: 1

St. Johnstone: 2013-2014
- Scottish League One: 1

Raith Rovers: 2019-2020
- Scottish Challenge Cup: 1

Raith Rovers: 2019-2020